# Axel Schandorff
Axel Carl Schandorff (nascido em 3 de março de 1925) é um ex-ciclista dinamarquês.
Participou nos Jogos Olímpicos de 1948 em Londres, onde conquistou uma medalha de bronze na prova de velocidade, atrás de Mario Ghella e Reg Harris. Também competiu na prova de contrarrelógio (1000 km), onde terminou na quinta posição.
Como profissional, se destaca com cinco campeonatos nacionais de velocidade, entre 1950 e 1954.